# Central Division (Ontario Hockey League)
Central Division är en av fyra divisioner som utgör den nordamerikanska juniorishockeyligan Ontario Hockey League (OHL). Central bildades 1994. Divisionen består av fem lag och samtliga lag är från provinsen Ontario. Divisionen och East bildar Eastern Conference. Den regerande divisionsmästaren är Barrie Colts (2012–2013).
Två lag har vunnit J. Ross Robertson Cup som är OHL:s pokal och det var Guelph Storm (1997–1998) och Barrie Colts (1999–2000). Inget lag som har spelat i divisionen har lyckats vinna Canadian Hockey League:s gemensamma pokal Memorial Cup.

## Lagen
| Ontario Hockey League |                        |                                 |                                      |
| Eastern Conference    |                        |                                 |                                      |
| Division              | Lag                    | Stad                            | Arena                                |
| Central               | Barrie Colts           | Barrie, Ontario, Kanada         | Barrie Molson Centre (4 195)         |
| Central               | Mississauga Steelheads | Mississauga, Ontario, Kanada    | Hershey Centre (5 512)               |
| Central               | Niagara Icedogs        | St. Catharines, Ontario, Kanada | Gatorade Garden City Complex (3 145) |
| Central               | North Bay Battalion    | North Bay, Ontario, Kanada      | North Bay Memorial Gardens (4 246)   |
| Central               | Sudbury Wolves         | Sudbury, Ontario, Kanada        | Sudbury Community Arena (4 640)      |

## Divisionstitlar
| Lag                              | Antal | Senaste vinsten |
| -------------------------------- | ----- | --------------- |
| Barrie Colts                     | 5     | 2012–2013       |
| Brampton Battalion               | 4     | 2008–2009       |
| Guelph Storm                     | 3     | 1997–1998       |
| Toronto St. Michael's Majors     | 2     | 2003–2004       |
| Kitchener Rangers                | 1     | 1996–1997       |
| Mississauga IceDogs              | 1     | 2004–2005       |
| Mississauga St. Michael's Majors | 1     | 2010–2011       |
| Niagara Icedogs                  | 1     | 2011–2012       |
| Sudbury Wolves                   | 1     | 2000–2001       |

## Vinnare av J. Ross Robertson Cup
- Guelph Storm – (1) 1997–1998
- Barrie Colts – (1) 1999–2000

## Vinnare av Memorial Cup
- Inget